# 何塞·洛佩兹·多明格斯
何塞·洛佩兹·多明格斯（西班牙語：José López Domínguez，1829年11月29日—1911年10月17日），西班牙将军、政治人物。曾任战争大臣，参议院议长与首相。

## 生平
1829年11月29日出生于马拉加省马贝拉。1854年以炮兵中尉的身份参与莱奥波尔多·奥唐内尔的起义。克里米亚战争期间作为西班牙军事委员会成员参与战争。1859年第二次意大利独立战争期间在意大利参与抵抗奥地利的战争。1860年参与第一次摩洛哥战争，晋升上校军衔。
此后加入自由党，多次被选为西班牙国会议员。作为弗朗西斯科·塞拉诺将军的亲戚一起参与1868年光荣革命，参加阿尔科利亚桥战役并获胜，晋升少将军衔。
1869年当选制宪会议代表。此后临时政府成立，塞拉诺为摄政王，胡安·普里姆为首相。他被任命为摄政王府秘书。
1871年晋升陆军元帅，国王阿玛迪奥一世任命他为军事顾问，参与第三次卡洛斯战争。期间成功击退卡洛斯派对毕尔巴鄂的包围。1874年被任命为加泰罗尼亚地区军队总司令。
波旁王朝复辟后加入普拉克塞德斯·马特奥·萨加斯塔领导的自由党。1883年10月至1884年1月，在何塞·波萨达·埃雷拉内阁中担任战争大臣。1892年至1895年，再次担任战争大臣，参与第一次里夫战争。1893年起担任马拉加省议会议员。1905年至1907年担任西班牙参议院议长。
1906年7月担任首相，7月6日至10月15日兼任战争大臣。担任首相四个月后被塞吉斯蒙多·莫雷特罢免。辞职后远离政治，1911年10月17日于马德里逝世，享年81岁。葬于马德里圣伊西德罗公墓。

## 荣誉
- 圣费尔南多十字勋章
- 海军大十字勋章
- 金羊毛骑士团勋章